# ON THE WAY HOME
『ON THE WAY HOME』（オンザウェイホーム）は、川畑要による初のカバー・アルバム。2014年12月10日発売。

## 解説
川畑は2013年ソロデビュー以降シングルのカップリングに必ずカバーを収録。配信限定シングルにもカバーを採用。ライヴ「歌心」でも数多のカバーを披露。テレビ番組「UTAGE!」でも他の出演者とカバーをコラボするなど、そのカバー・パフォーマンスに定評を得てきた。本作では、女性アーティスト楽曲のみを選曲。1曲目「やさしさで溢れるように」は同じSME所属のLittle Glee Monsterとコラボしている。

## リリース
- 初回限定盤A（CD+DVD+Xmasスペシャル・フォトブック）、初回限定盤B（CD+DVD+フォトブック）、通常盤（CD）3形態での発売。
- 各盤ともM1～M11は同一内容。
- 各盤それぞれボーナス・トラックが異なっている。
- 初回限定盤A・Bに同梱のフォトブックとDVDも、それぞれ内容が異なっている。

## 収録曲

### 初回限定盤A
CD
1. やさしさで溢れるように with Little Glee Monster (5:00)
作詞：小倉しんこう・亀田誠治／作曲：小倉しんこう／編曲：亀田誠治
原曲：JUJU「やさしさで溢れるように」
2. ORION (4:35)
作詞・飴谷恵美・百田留衣／作曲：百田留衣／編曲：Ryosuke "Dr.R" Sakai
原曲：中島美嘉「ORION」
3. Flavor Of Life (4:40)
作詞・作曲：宇多田ヒカル／編曲：河野伸
原曲：宇多田ヒカル「Flavor Of Life」
4. 三日月 (4:36)
作詞：絢香／作曲：西尾芳彦・絢香／編曲：河野伸
原曲：絢香「三日月」
5. やさしいキスをして (3:25)
作詞：吉田美和／作曲：中村正人／編曲：中村正人・河野伸
原曲：DREAMS COME TRUE「やさしいキスをして」
6. DEAR...again (5:55)
作詞・作曲：広瀬香美／編曲：広瀬香美・松浦晃久
原曲：広瀬香美「DEAR...again」
7. リフレインが叫んでる(4:36) 
作詞・作曲：松任谷由実／編曲：武部聡志
原曲：松任谷由実「リフレインが叫んでる」
8. かたちあるもの (3:47)
作詞：柴咲コウ・山本成美／作曲：小松清人／
編曲：華原大輔・Ryosuke "Dr.R" Sakai／ストリングス・アレンジ：前嶋康明
原曲：柴咲コウ「かたちあるもの」
9. I'm proud (5:25)
作詞・作曲：小室哲哉／編曲：小室哲哉・COLDFEET
原曲：華原朋美「I'm proud」
10. HOME (5:03)
作詞・作曲：アンジェラ・アキ／編曲：松岡モトキ・アンジェラ・アキ
原曲：アンジェラ・アキ「HOME」
11. きよしこのよる（2:32）*BONUS TRACK

DVD
1. ON THE WAY HOME　Photo Shoot & Interview
2. KANAME KAWABATA LIVE 2014 -歌心- vol.4- Document Movie

特典
- スペシャルフォトブック
- 特典応募抽選ハガキ
- フォトカード

### 初回限定盤B
CD
1. やさしさで溢れるように with Little Glee Monster (5:00)」
2. ORION (4:35)
3. Flavor Of Life (4:40)
4. 三日月 (4:36)
5. やさしいキスをして (3:25)
6. DEAR...again (5:55)
7. リフレインが叫んでる(4:36)
8. かたちあるもの (3:47)
9. I'm proud (5:25)
10. HOME (5:03)
11. 糸-Live”歌心”　Vol .4 Ver.- (3:59)*BONUS TRACK
作詞・作曲：中島みゆき／編曲：瀬尾一三
原曲：中島みゆき「糸」

DVD
1. ON THE WAY HOME　Photo Shoot & Interview

### 通常盤
1. やさしさで溢れるように with Little Glee Monster (5:00)
2. ORION (4:35)
3. Flavor Of Life (4:40)
4. 三日月 (4:36)
5. やさしいキスをして (3:25)
6. DEAR...again (5:55)
7. リフレインが叫んでる(4:36)
8. かたちあるもの (3:47)
9. I'm proud (5:25)
10. HOME (5:03)
11. 心の友 -Live”歌心”Vol .4 Ver.- (3:20)*BONUS TRACK
作詞・作曲：五輪真弓　編曲：野村陽一郎
原曲：五輪真弓「心の友」